# Municipio de Days Creek
El municipio de Days Creek (en inglés: Days Creek Township) es un municipio ubicado en el condado de Miller en el estado estadounidense de Arkansas. En el año 2010 tenía una población de 1032 habitantes y una densidad poblacional de 15,98 personas por km².

## Geografía
El municipio de Days Creek se encuentra ubicado en las coordenadas 33°18′34″N 94°0′1″O / 33.30944, -94.00028. Según la Oficina del Censo de los Estados Unidos, el municipio tiene una superficie total de 64.59 km², de la cual 64,19 km² corresponden a tierra firme y (0,62 %) 0,4 km² es agua.

## Demografía
Según el censo de 2010, había 1032 personas residiendo en el municipio de Days Creek. La densidad de población era de 15,98 hab./km². De los 1032 habitantes, el municipio de Days Creek estaba compuesto por el 96,8 % blancos, el 1,07 % eran afroamericanos, el 1,36 % eran amerindios, el 0,19 % eran asiáticos, el 0,19 % eran de otras razas y el 0,39 % eran de una mezcla de razas. Del total de la población el 0,68 % eran hispanos o latinos de cualquier raza.